# Гостиев, Александр Таймуразович
Александр Гостиев (рус. Александр Гостиев азерб. Aleksandr Qostiyev) — российсский и азербайджанский борец вольного стиля, бывший член национальной сборной Азербайджана. Пятикратный чемпион Азербайджана (2012, 2014, 2015, 2016, 2017). Представлял Азербайджан на летней Универсиаде 2013 в Казани.

## Биография
Осетин по национальности.
Представлял Россию на нескольких международных турнирах. С 2011 года защищал цвета сборной Азербайджана. Выступал за борцовский клуб «Атаспорт» из Баку.

## Спортивные достижения
- 2009 Чемпионат России — серебро
- 2010 «Голден Гран-при» памяти Ивана Ярыгина — серебро
- 2012 «Голден Гран-при» памяти Гейдара Алиева — Золото
- 2012 «Киевский» турнир — Золото
- 2012 «Голден Гран-при» памяти Гейдара Алиева — серебро
- 2013 Турнир «Мемориал Циолковский» — Золото
- 2015 Турнир «Яшар Догу» — Золото
- 2015 «Голден Гран-при» памяти Гейдара Алиева — Золото